# Araignée bolas

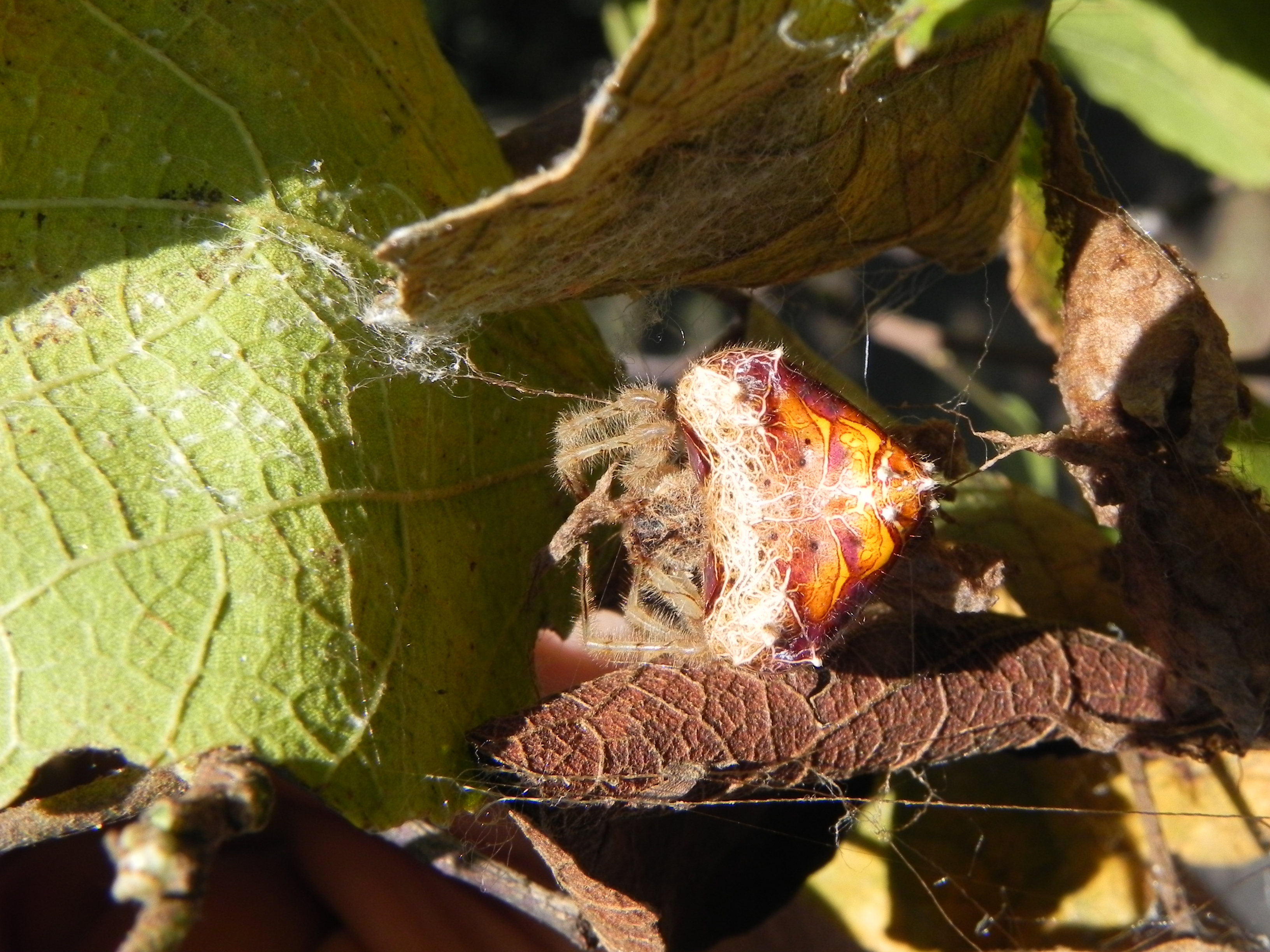
Cladomelea debeeri, une araignée bolas.

L'araignée bolas est définie par le fait que la femelle chasse ses proies en utilisant un lasso à boules (ou Bolas), constitué d'un fil de soie au bout duquel elle forme une boule très collante. Elles appartiennent aux genres Mastophora, Cladomelea, Exechocentrus ou Ordgarius et sont classées dans la famille des Araneidae, sous-famille des Cyrtarachninae, tribu des Mastophorini.

## Description
L’araignée bolas est une petite araignée. Sa taille varie selon son sexe comme pour la plupart des araignées. En effet, les femelles ont une taille qui varie entre 10 et 20 mm, tandis que les mâles n’atteignent au maximum que les 2 mm. Le Céphalothorax de cette araignée est bossu ayant des teintes blanches et marron clair. Grâce à cette structure irrégulière de leur corps et ces couleurs, cette araignée prend l’apparence d’une fiente d’oiseau. Cette technique de mimétisme leur permet ainsi de se reposer pendant la journée en évitant de se faire attaquer. Effectivement, l’araignée bolas est une espèce nocturne. Elle n’attaque que la nuit et se repose la journée. Chez les araignées bolas, seule la femelle peut chasser dû à sa corpulence. 
Les araignées bolas sont adaptées à leur environnement développant ainsi des mécanismes de protection ou d’attaque propres à leurs environnements. Pour exemple, Ordgarius magnificus, une espèce endémique d’Australie, affiche deux excroissances sur le dos semblable aux yeux des papillons qu’elle chasse. Quant à Mastophora, elle montre un mécanisme défensif très rare chez les araignées :  elle dégage une odeur « piquante » lorsqu’elle est attaquée. 

## Alimentation
L’araignée bolas est carnivore, comme la plupart des araignées. Elle se nourrit principalement d’insectes volants comme le papillon de nuit car sa technique de chasse favorise la capture de ce genre d’insecte.  

## Technique de chasse

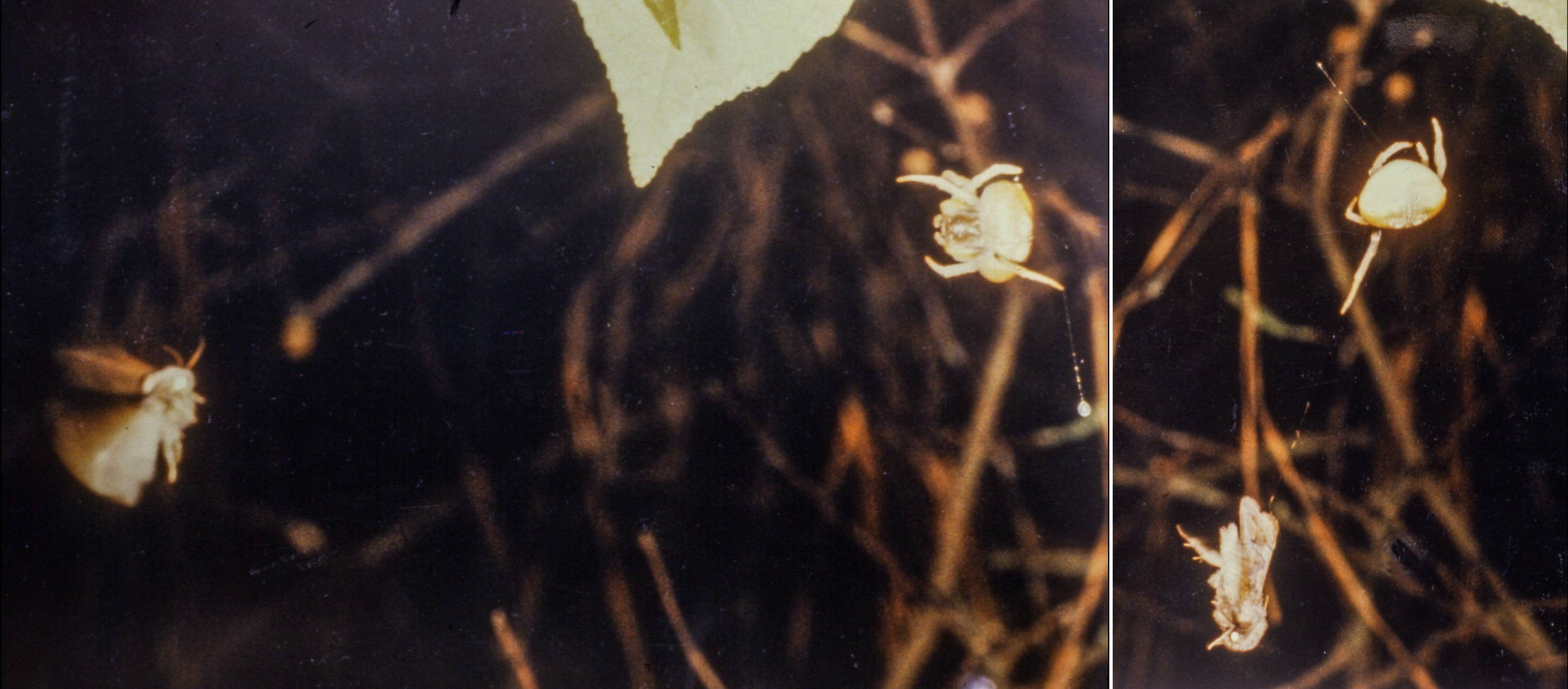
Une mastophore capturant un papillon.

Les araignées bolas ne tisse pas de toile comme les autres espèces de la famille des Araneidae. Elles chassent à l'affut avec une boule de soie collante au bout d'un fil de soie rappelant ainsi la forme d’une Bolas. 
La plupart des araignées tissent une toile, mais ce n’est pas le cas des araignées bolas. En effet, l’araignée bolas femelle fabrique un lasso à boules. Ces petites boules collantes vont s’accrocher aux papillons de nuit et ainsi les capturer. C’est grâce à la production de phéromones que les araignées femelles vont attirer les papillons de nuits mâles, car les phéromones qu’elles produisent imitent l’odeur des papillons femelles.
Les espèces des genres Mastophora, Cladomelea ou Ordgarius utilisent une technique différente. Une Mastophora lance son fil en un seul mouvement précis lorsqu’elle aperçoit un papillon proche, une Cladomelea lance son fil dès qu’elle a fini de le tisser même s'il n’y a pas de papillon et une Ordgarius  attend de détecter un papillon et lance son fil avec un mouvement circulaire. 

## Distribution

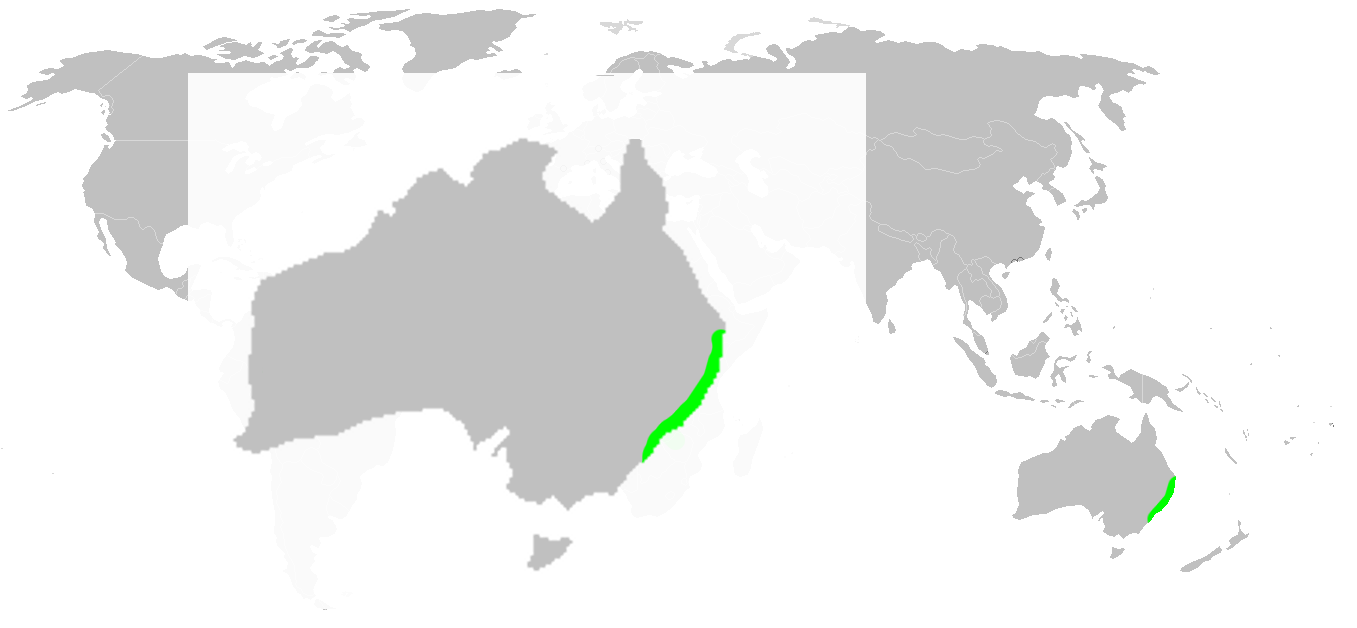
Répartition dOrdgarius magnificus, une araignée bolas d'Australie.

Les araignées bolas sont présentes sur tous les continents sauf l’Europe, l’Antarctique et certaines parties de l’Asie ayant un climat tempéré. La majorité des espèces se trouvent en Amérique du sud, bien que certaines espèces soient très présentent aux États-Unis dans les Grandes Plaines en particulier.  
Cependant il existe aussi des espèces endémiques tel que Ordgarius magnificus, se trouvant seulement dans les forêts des côtes Est de l’Australie.